# NHK男鹿北浦テレビ中継局
NHK男鹿北浦テレビ中継局（エヌエイチケイおがきたうらテレビちゅうけいきょく）は、秋田県男鹿市に置かれていたNHK秋田放送局アナログテレビ中継局である。

## 概要
- 当テレビ中継局は、男鹿市五里合中石字橋本に置かれ、該当地区及び周辺地区へ電波を発射していた。

## 送信施設概要

### アナログテレビ
| 放送局名          | チャンネル | 空中線電力       | ERP              | 放送対象地域 | 放送区域内世帯数 |
| ----------------- | ---------- | ---------------- | ---------------- | ------------ | ---------------- |
| NHK秋田総合テレビ | 48ch       | 映像10W 音声2.5W | 映像380W 音声95W | 秋田県       | 不明             |
| NHK秋田教育テレビ | 50ch       | 映像10W 音声2.5W | 映像380W 音声95W | 全国         | 不明             |

### デジタルテレビ
- 非該当のため、2011年7月24日の停波をもって廃局となった。